# 阿瑟港 (德克萨斯州)
29°53′06″N 93°56′24″W / 29.885°N 93.94°W
阿瑟港（英語：Port Arthur）是美國德克薩斯州的一座城市，位於傑佛遜縣。據2010年的人口普查，阿瑟港的人口有53,818人。亚瑟港是大型炼油厂网络的中心，美国最大的炼油厂Motiva炼油厂位于亚瑟港。